# Bayern Rundfahrt 2005
La Bayern Rundfahrt 2005, diciassettesima edizione della corsa, si svolse dal 25 al 29 maggio su un percorso di 784 km ripartiti in 5 tappe, con partenza a Kempten e arrivo a Kulmbach. Fu vinta dal tedesco Michael Rich della Gerolsteiner davanti al kazako Aleksandr Vinokurov e all'altro tedesco Linus Gerdemann.

## Tappe
| Tappa  | Data      | Percorso                                | km    | Vincitore di tappa | Leader cl. generale |
| ------ | --------- | --------------------------------------- | ----- | ------------------ | ------------------- |
| 1ª     | 25 maggio | Kempten > Sonthofen                     | 186   | Ján Svorada        | Ján Svorada         |
| 2ª     | 26 maggio | Sonthofen > Krumbach                    | 188,7 | Jean-Patrick Nazon | Sebastian Siedler   |
| 3ª     | 27 maggio | Dillingen > Erlangen                    | 212   | David Kopp         | David Kopp          |
| 4ª     | 28 maggio | Kulmbach > Kulmbach (cron. individuale) | 22,4  | Jens Voigt         | Michael Rich        |
| 5ª     | 29 maggio | Kulmbach > Kulmbach                     | 174,4 | Andreas Klöden     | Michael Rich        |
| Totale | Totale    | Totale                                  | 784   |                    |                     |

## Dettagli delle tappe

### 1ª tappa
- 25 maggio: Kempten > Sonthofen – 186 km

| Pos. | Corridore         | Squadra    | Tempo    |
| ---- | ----------------- | ---------- | -------- |
| 1    | Ján Svorada       | eD'System  | 4h37'16" |
| 2    | Enrico Degano     | Barloworld | s.t.     |
| 3    | Sebastian Siedler | Wiesenhof  | s.t.     |

| Pos. | Corridore         | Squadra    | Tempo    |
| ---- | ----------------- | ---------- | -------- |
| 1    | Ján Svorada       | eD'System  | 4h37'05" |
| 2    | Enrico Degano     | Barloworld | a 5"     |
| 3    | Michal Precechtel | eD'System  | a 6"     |

### 2ª tappa
- 26 maggio: Sonthofen > Krumbach – 188,7 km

| Pos. | Corridore              | Squadra   | Tempo    |
| ---- | ---------------------- | --------- | -------- |
| 1    | Jean-Patrick Nazon     | AG2R      | 4h39'01" |
| 2    | Sebastian Siedler      | Wiesenhof | s.t.     |
| 3    | Murilo Antonio Fischer | Naturino  | s.t.     |

| Pos. | Corridore          | Squadra   | Tempo    |
| ---- | ------------------ | --------- | -------- |
| 1    | Sebastian Siedler  | Wiesenhof | 9h16'03" |
| 2    | Ján Svorada        | eD'System | a 3"     |
| 3    | Jean-Patrick Nazon | AG2R      | a 4"     |

### 3ª tappa
- 27 maggio: Dillingen > Erlangen – 212 km

| Pos. | Corridore     | Squadra      | Tempo    |
| ---- | ------------- | ------------ | -------- |
| 1    | David Kopp    | Wiesenhof    | 4h47'04" |
| 2    | Björn Glasner | Lamonta      | s.t.     |
| 3    | Cezary Zamana | Intel-Action | s.t.     |

| Pos. | Corridore     | Squadra      | Tempo     |
| ---- | ------------- | ------------ | --------- |
| 1    | David Kopp    | Wiesenhof    | 14h03'11" |
| 2    | Björn Glasner | Lamonta      | a 1"      |
| 3    | Cezary Zamana | Intel-Action | a 4"      |

### 4ª tappa
- 28 maggio: Kulmbach > Kulmbach (cron. individuale) – 22,4 km

| Pos. | Corridore           | Squadra      | Tempo  |
| ---- | ------------------- | ------------ | ------ |
| 1    | Jens Voigt          | CSC          | 31'42" |
| 2    | Michael Rich        | Gerolsteiner | a 15"  |
| 3    | Aleksandr Vinokurov | T-Mobile     | a 32"  |

| Pos. | Corridore           | Squadra      | Tempo     |
| ---- | ------------------- | ------------ | --------- |
| 1    | Michael Rich        | Gerolsteiner | 14h35'15" |
| 2    | Aleksandr Vinokurov | T-Mobile     | a 20"     |
| 3    | Linus Gerdemann     | CSC          | a 59"     |

### 5ª tappa
- 29 maggio: Kulmbach > Kulmbach – 174,4 km

| Pos. | Corridore         | Squadra  | Tempo    |
| ---- | ----------------- | -------- | -------- |
| 1    | Andreas Klöden    | T-Mobile | 4h18'59" |
| 2    | Nicolas Portal    | AG2R     | a 9"     |
| 3    | Kurt-Asle Arvesen | CSC      | s.t.     |

| Pos. | Corridore           | Squadra      | Tempo     |
| ---- | ------------------- | ------------ | --------- |
| 1    | Michael Rich        | Gerolsteiner | 18h56'10" |
| 2    | Aleksandr Vinokurov | T-Mobile     | a 20"     |
| 3    | Linus Gerdemann     | CSC          | a 59"     |

## Classifiche finali

### Classifica generale
| Pos. | Corridore           | Squadra                   | Tempo     |
| ---- | ------------------- | ------------------------- | --------- |
| 1    | Michael Rich        | Gerolsteiner              | 18h56'10" |
| 2    | Aleksandr Vinokurov | T-Mobile                  | a 20"     |
| 3    | Linus Gerdemann     | Team CSC                  | a 59"     |
| 4    | Tomasz Brozyna      | Intel-Action              | a 1'13"   |
| 5    | Björn Glasner       | Team Lamonta              | a 1'58"   |
| 6    | Corey Sweet         | Team ComNet-Senges        | a 2'00"   |
| 7    | Mikel Astarloza     | Ag2r Prévoyance           | s.t.      |
| 8    | Gabriele Bosisio    | Tenax-Nobili Rubinetterie | a 2'04"   |
| 9    | Stéphane Goubert    | Ag2r Prévoyance           | a 2'06"   |
| 10   | Ruslan Pydgornyy    | Tenax-Nobili Rubinetterie | s.t.      |